# یاووژنگا
یاووژنگا (به لاتین: Jaworznia) یک روستا در لهستان است که در گمینا پیکوشوو واقع شده‌است. یاووژنگا ۱٬۱۰۰ نفر جمعیت دارد.